# トリプルエンジョイ
トリプルエンジョイは、かつてよしもとクリエイティブ・エージェンシー東京本部（東京吉本）に所属していた日本のお笑いトリオ。2008年4月結成。かつてはbaseよしもとに出演していた。大阪NSC25期生。2012年5月14日付けで解散。

## メンバー
- 佐藤 晃司（さとう こうじ、1983年9月11日（41歳） -　）リーダー・ネタ作り担当。

秋田県出身。
血液型B型。身長176cm 体重56kg。
靴のサイズ27cm。立ち位置：左
- 常峰 一真（つねみね かずま、1984年2月10日（41歳） -　）

大阪府出身。
血液型A型。身長168cm 体重85kg。
靴のサイズ：26.5cm。立ち位置：中央
解散後カズマ・スパーキンと改名して物真似芸人となる。2015年、よしもとを退社し浅井企画に所属。
- 金城 大輔（きんじょう　だいすけ、1983年8月15日（41歳） -　）

沖縄県出身。
血液型A型。身長160cm 体重50kg。
靴のサイズ：26cm。立ち位置：右

## 芸風
- 内容は日常的な出来事をネタにしたリズム芸。
- 最初に常峰が「ワン・ツー・スリー」と言い、3人で「気にしないない、気にしないない、気にしないない」と言う。そして常峰が「トリプルエンジョイです。お願いしま〜す」と言い、金城が「この世に生まれて生きてきて」佐藤が「いいことばかりじゃないけれど」常峰が「俺たち全く気にしない」と言いネタが始まる。後半には佐藤、金城が中央に寄ってきて常峰を隠し、その後常峰が恥ずかしいポーズを取るが3人で「気にしない」と言う。最後は3人で「でも、でも、やっぱり気にする〜」といいネタを締める。
- 最初に3人で「もしも、もーしも、もしも、もーしも」と言い、常峰が「◌◌が××だったら」と言って、3人でまた「もしも、もーしも、もしも、もーしも」と言って、ミニコントに入る。
- 『千の風になって』を曲調を無視して歌うネタもある。

## 出演番組
- 麒麟の部屋（毎日放送）
- マヨブラ流（読売テレビ）
- エンタの神様（日本テレビ） - キャッチコピーは「気にしない三銃士」
- ショーバト!（日本テレビ） - 2010年5月18日、7月28日「ミニバト!」
- 2010年MBS新世代漫才アワード2次予選（毎日放送）
- あらびき団（TBS） - 2010年11月3日